# Panjange cavicola
Panjange cavicola är en spindelart som beskrevs av Christa L. Deeleman-Reinhold och Deeleman 1983. Panjange cavicola ingår i släktet Panjange och familjen dallerspindlar.
Artens utbredningsområde är Sulawesi. Inga underarter finns listade i Catalogue of Life.